# Nefesh Hachaim
Nefesh Hachaim (L'Âme de la Vie) est l'œuvre majeure, et publiée en 1824 (après sa mort), de Rabbi Haim de Volozhin (1749-1821), le fondateur de la Yechiva de Volozhin en 1803, la Mère des Yechivot. Dans cet ouvrage, Haim de Volozhin expose sa philosophie du judaïsme. Haïm de Volozhin est le disciple le plus proche du Gaon de Vilna (1720-1797). Il a aussi été l'élève du Shaagas Aryeh (1695-1785).
Le titre de l'ouvrage est aussi un jeu de mots, il inclut le prénom de Haim.

## Thèmes majeurs
Parmi les thèmes abordés par Haim de Volozhin, on trouve:
- La signification de Tzelem Elokim (l'image de Dieu)
- La prière (Tefillah)
- Les bénédictions (Berachot)
- La nature de l'âme
- Le Monde Futur (Olam Haba)
- Doit-on étudier la Torah et en même temps avoir une profession?
- L'homme est-il plus grand que les anges?